# Milesia virginiensis
Milesia virginiensis är en tvåvingeart som först beskrevs av Dru Drury 1773.  Milesia virginiensis ingår i släktet Milesia och familjen blomflugor. Inga underarter finns listade i Catalogue of Life.